# Videorekordér
Záznam televizního signálu na magnetický pás (video-recording) byl ve své době revoluční technologií, která zásadně změnila možnosti televizního vysílání, výroby i archivace televizních pořadů i televizního zpravodajství. Byla to technologie, která umožnila osvobodit se od technických omezení dosud jediného reálně použitelného záznamového média, totiž filmového pásu a filmové technologie.

## Historické počátky
Magnetický záznam televizního signálu má reálné počátky v časných létech padesátých a je spojen se jménem slavného hudebníka a herce jménem Bing Crosby.
Jeho firma, Bing Crosby Enterprises (BCE), poprvé v historii předvedla záznam televizního signálu na magnetický pás 11. listopadu 1951 v Los Angeles. Zařízení vyvíjeli John T. Mullin a Wayne R. Johnson od roku 1950. Jednalo se o podélný záznam amplitudově modulovaného televizního signálu na standardní čtvrtpalcový pásek, který svištěl rychlostí 9,1 metru za vteřinu patřičně upraveným zvukovým magnetofonem firmy Ampex typ 200–a byla to vskutku divoká jízda. Že již zde v pozadí prvých pokusů stála firma Ampex, přitom vůbec nebyla náhoda.
Zařízení produkovalo obraz, který byl popisován jako neostrý a nezřetelný – prvý krok však byl učiněn a mezník technického vývoje překročen bez škobrtnutí. Nicméně právě toto prvé vykročení vyústilo do slepé cesty; podélný magnetický záznam obrazu se ukázal být pro praktické použití bezperspektivním.

### Tvrdohlaví Angličané
Tu bezperspektivnost podélného záznamu televizního signálu si provozně vyzkoušeli Angličané. Od roku 1952 do roku 1958 provozovali v BBC několik strojů systému VERA (Vision Electronic Recording Apparatus), kdy kmitočtově rozdělené pásmo bylo nahráváno souběžně do třech podélných stop na půlpalcový pásek, to vše při posuvné rychlosti 5 metrů za vteřinu. Pro tehdejší nenáročnou britskou černobílou normu se 405 řádky byly výsledky celkem uspokojivé, ovšem na obrovskou cívku (4500 metrů pásku) se vešlo jen 15 minut záznamu. Víc se touto cestou dokázat nepodařilo. Zde je ukázka tohoto přístroje v provozu.

### Válečná kořist majora Mullina
Úplný začátek reálně použitelného magnetického záznamu zvuku i obrazu se vynořil z divého běsnění Druhé světové války, kdy chytré hlavy i celé výzkumné týmy chrlily proudy jedinečných vynálezů i neuvěřitelných technických vymožeností snad ve všech myslitelných oborech za jediným účelem; vyhrát válku. Nikoliv slavně a statečně padnout za vlast, ale umožnit těm bastardům odnaproti, aby tak mohli učinit oni.
Úspěšnější v tomto snažení, jak známo, byli nakonec Spojenci. A v této hře, jak je též známo, vítěz bere vše.
Koncem války byl výše zmíněný John Thomas Mullin, tehdy v hodnosti majora, pověřen výzkumem a vytěžením německých výdobytků na poli radiotechniky a elektroniky obecně. A k vytěžení toho bylo v poraženém Německu fakt hodně...
V kupodivu válečným běsněním jen málo dotčené rozhlasové stanici v Bad Nauheim (poblíž Frankfurtu a. M.) Mullin objevil podivuhodné zařízení firmy AEG, zvané magnetofon. Přístroj, využívající tehdejší horkou novinku – totiž vysokofrekvenční předmagnetisaci. Něco, co rozhlasoví technici objevili čirou náhodou, když se jim jednou během záznamu vysokofrekvenčně rozkmital záznamový zesilovač, a co pak němečtí vědci a inženýři (speciálně Hans Joachim von Braunmühl a Dr. Walter Weber), s příslovečnou německou důkladností teoreticky rozpracovali a prakticky dovedli k dokonalosti. Mullin tak nalezl učiněný technický zázrak. Přístroj, který poskytoval kvalitu záznamu i reprodukce nesrovnatelnou s čímkoliv, co do té doby bylo používáno. Kvalita záznamu, která se dnes označuje zkratkou HIFI.
Major Mullin promptně zabavil dva z oněch magnetofonů, včetně nějakých 50 pásků firmy BASF typu L o šířce 6,5mm, nahraných i čistých, a to vše předvedl 16. května v Institute of Radio Engineers v San Francisku.

### Ampex
Mullinova kořist a kvalita záznamu těchto německých magnetofonů překvapila, či spíše ohromila, všechny zúčastněné. Mezi nimi nemohl chybět už zmíněný Bing Crosby – a dalším byl ruský emigrant a vynálezce, Alexander Matvějevič Ponjatov.
Ten v Americe, už jako Alexander Matthew Poniatoff, založil v roce 1944 miniaturní firmu Ampex (akronym jeho jména) a uvedl se, mimo jiné, i jedinečnou výrobou precisních miniaturních motorků a tachogenerátorů pro bouřlivě se rozvíjející leteckou radarovou techniku.
Firma Ampex, čítající v té době plných šest lidí, promptně dodala Crosbymu dvojici prototypů své verze magnetofonu typu Ampex 200, velký Bing Ampexu promptně nasypal potřebnou sumu dolarů – a nová éra záznamové techniky mohla odstartovat.

## Quadruplex
Poniatovovým lidem bylo jasné, že cesta podélného záznamu, tedy magnetofonového pásku ďábelskou rychlostí svištícího kolem pevné hlavy, je pro záznam televizního signálu zcela bezperspektivní.
Cestou ze slepé uličky měl být široký, poměrně pomalu se posouvající pásek, přes který by v příčném směru vysokou rychlostí přejížděly úzké záznamové/snímací hlavičky. Potřebná rychlost záznamu je takto dosažena, aniž si to musí samotný pásek svištět, a záznam se rozpadne do řady úzkých proužků, do kterých se pak rotující snímací hlavička opět musí přesně trefit. Nakonec ty hlavičky byly čtyři. Když jedna pásek opouštěla, to už ta následující na opačné straně na pásek najela. A že ty hlavičky byly čtyři, a ve své činnosti se střídaly, začali tomu zázračnému cirkusu říkat "quadruplex".

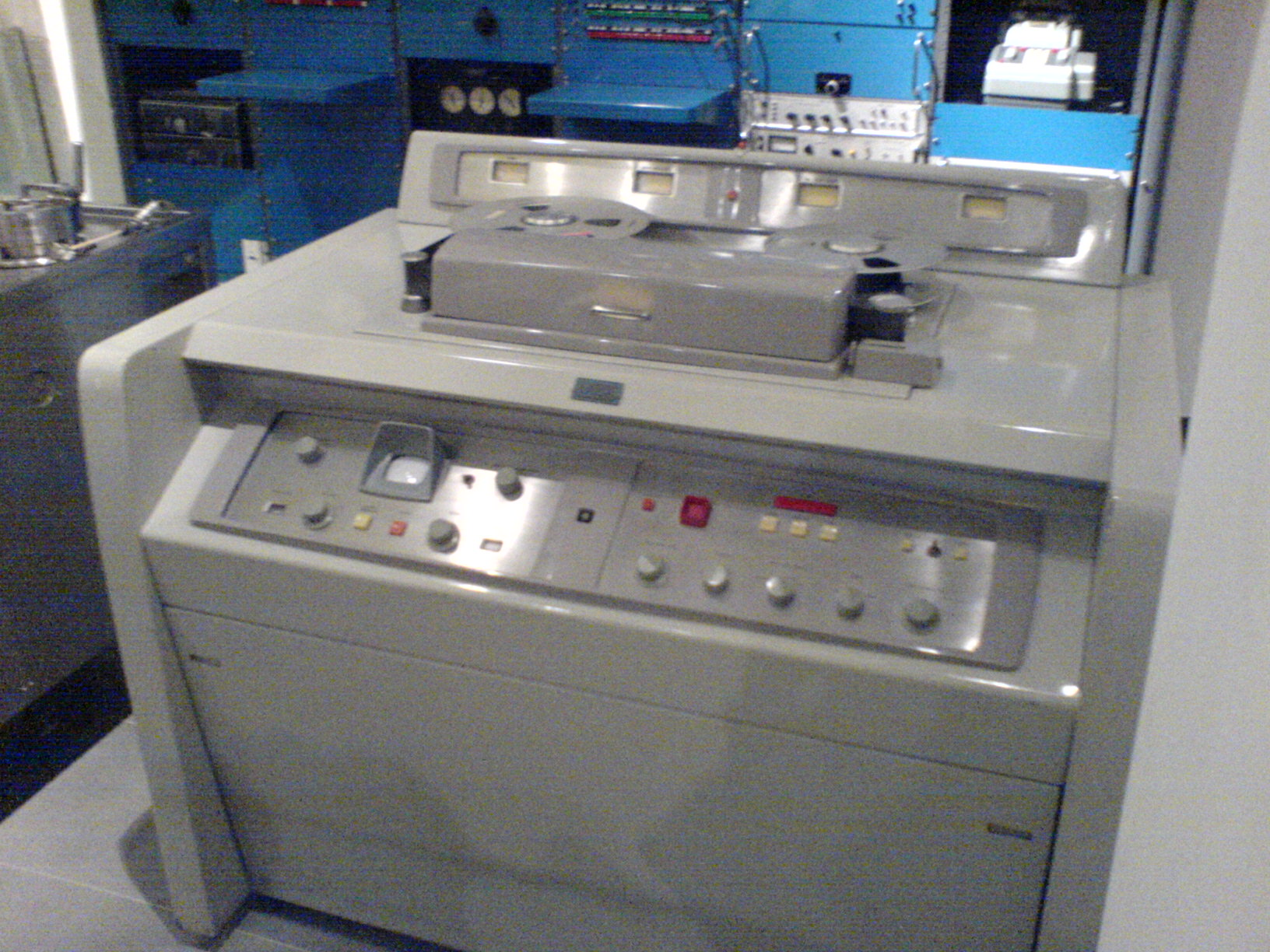
Ampex VR1000A

Tým ve složení Charles Ginsburg, Alex Maxey, Fred Pfost, Shelby Henderson, Charlie Anderson a Ray Dolby se pustil do práce, a už v roce 1952 byl na světě funkční zkušební vzorek televizního záznamového zařízení s rotačními hlavami.
Po úspěšném vyřešení velkého množství technických problémů bylo zařízení dotaženo do podoby prvého, profesionálně použitelného zařízení Ampex VR-1000 a byl tak dán i základ celosvětově přijatému zavedenému formátu záznamu, nazvaného quadruplex.
Úspěch firmy Ampex byl fenomenální. Celkově zdokonalený stroj typu Ampex VR-2000 (spolu s konkurenčním strojem RCA TR-70 C) se stal od roku 1964 standardem pro televizní studia po celém světě – a Ampex se stal od roku 1967 standardem i pro Československou Televisi.
Při tom všem nelze opomenout, že počátcích tohoto velkého úspěchu pak stál i všestranný technický nadšenec, Bing Crosby.

## Videorekordéry pro domácí použití

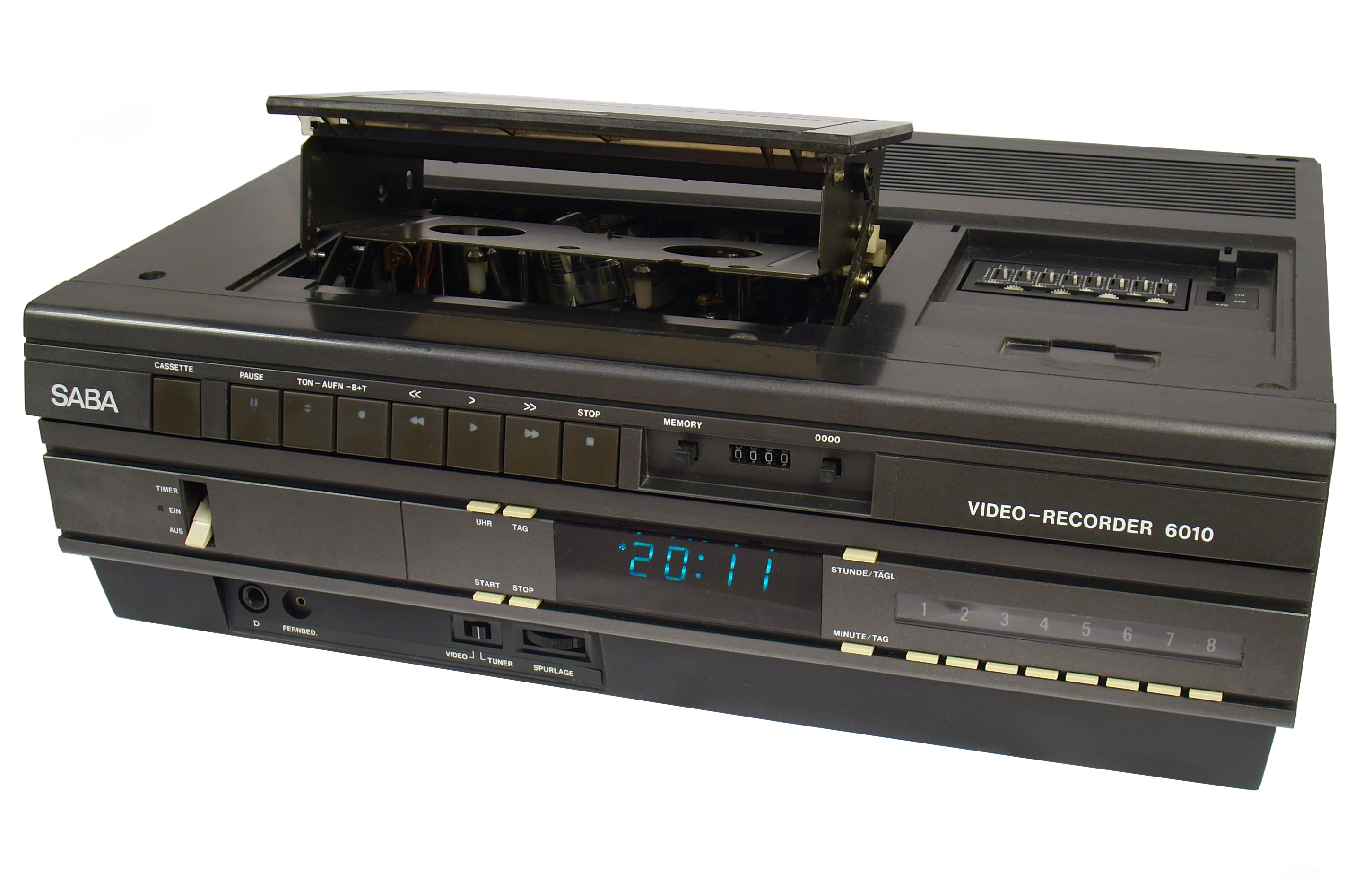
VHS videorekordér

Videorekordér (magnetoskop) je přístroj sloužící k záznamu televizního vysílání nebo k vytváření kopií jiného již zpracovaného videosignálu na magnetický pásek, ve formě videokazety. Tím se liší od kamer a videokamer, které slouží k prvotnímu záznamu videosignálu okolního dění. Videosignál se na magnetický pásek zaznamenává obdobným způsobem jako se audiosignál zaznamenává na audiokazetu. Na rozdíl od záznamu zvuku na audiokazetu, záznam obrazu je prováděn rotující hlavou, takže záznamová stopa vede šikmo vzhledem k postupujícímu pásku. 

Záznam zvuku na videokazetu systému VHS se provádí dvěma způsoby. Starší způsob používá stejný systém jako zvukový magnetofon pomocí zvukuvé hlavy. Pásek ve videorekordéru se ovšem pohybuje malou rychlostí a tak zvukový záznam provedený tímto způsobem je málo kvalitní. Novější způsob používá pro záznam zvuku stejnou techniku jako pro záznam obrazu (čtyř a vícehlavé rekordéry). Pro kompatibilitu se staršími (dvouhlavými) přístroji i tyto novější přístroje zaznamenávaly zvukovou stopu také klasicky. 

Videorekordéry lze rozdělit na analogové (formáty VHS, S-VHS, Betamax, Video2000), či digitální (např. D-VHS). Videorekordéry jsou stále používány, i když mají nižší kvalitu obrazu než DVD nebo Blu-ray, především díky nízkým cenám prázdných médií a spolehlivosti. Lze se též setkat s kombinovaným zařízením (VHS-DVD, VHS-BLU-RAY).